# Großherzoglich hessische Landeslotterie
Die Großherzoglich hessische Landeslotterie war die Landeslotteriegesellschaft des Großherzogtums Hessen mit Sitz in Darmstadt.
In der zweiten Hälfte des 19. Jahrhunderts war die Haltung der Öffentlichkeit zum Glücksspiel ambivalent. Zum einen wurde das Glücksspiel aus moralischen Gründen abgelehnt, auf der anderen Seite waren die Einnahmen aus dem Glücksspiel verlockend. Der Betrieb von Glücksspiel bedurfte einer staatlichen Konzession. Der Betrieb von Lotterien war allein dem Staat vorbehalten (Lotteriemonopol). Im Großherzogtum Hessen bestand keine eigene Lotterie.
Aus Sicht der deutschen Kleinstaaten bestand eine Konkurrenzsituation. Es war für die Einwohner des Großherzogtums relativ einfach (z. B. im preußischen Frankfurt am Main) an Lotterien teilzunehmen. Damit war es nicht möglich die eigenen Landeskinder vom Lotteriespiel fernzuhalten und die Erträge der Lotterie gingen an andere Länder.
Nach langer Diskussion stimmte daher 1895 die Zweite Kammer der Landstände des Großherzogtums Hessen der Einrichtung einer großherzoglich hessischen Landeslotterie zu. In der Ersten Kammer konnten sich die Befürworter jedoch zunächst nicht durchsetzen. Erst am 17. Juli 1899 stimmte auch die Erste Kammer zu. Ausschlaggebend waren die erwarteten Einnahmen von 500.000 Mark für den Staatshaushalt. Es wurde in Darmstadt eine Landeslotteriedirektion eingerichtet, die dem Finanzministerium unterstellt war. 
Am 9. April 1900 erfolgte die erste Ziehung. Durchgeführt wurde eine Klassenlotterie in fünf Klassen. Ein ganzes Los wurde zu einem Preis von 33 Mark angeboten. Der Hauptgewinn betrug in der ersten Klasse 30.000 Mark. In den folgenden Klassen stieg der Hauptgewinn, so bei der zweiten Ziehung am 9. Mai auf 40.000 Mark.
Die zunehmende Zahl von Landeslotterien war Wasser auf die Mühlen der Gegner des Lotteriespiels. Daher wurden die Landeslotterien in den Folgejahren zu einer kleineren Zahl von Anbietern zusammengefasst. Am Ende des Kaiserreichs bestanden sieben Landeslotterien. Die Großherzoglich hessische Landeslotterie war in der Hessisch-Thüringischen Landeslotterie aufgegangen. 
Diese war aufgrund der 1902 getroffenen Vereinbarung zwischen den einzelnen Fürstentümern über die Vereinigung der Großherzoglich-Hessischen Landeslotterie mit der Thüringisch-Anhaltischen Staatslotterie gebildet worden.
In der Zeit des Nationalsozialismus wurde Hessisch-Thüringischen Landeslotterie (wie alle anderen Landeslotterien) auf die Reichslotterie verschmolzen.